# 埃卡瑞丁
埃卡瑞丁（Icaridin），別名派卡瑞丁（Picaridin）、KBR 3023、羟哌酯，其INCI名稱是羥乙基哌啶羧酸異丁酯（Hydroxyethyl isobutyl piperidine carboxylate），化学名称为2-(2-羟乙基)哌啶-1-羧酸仲丁酯（sec-Butyl 2-(2-hydroxyethyl)piperidine-1-carboxylate），是一種被美国疾病控制与预防中心評為除了避蚊胺以外另一種最有效的驅蚊劑。埃卡瑞丁本身幾乎是無色無臭，但對不同的昆蟲具有廣泛的功效。

## 名稱問題
這種化合物最初向世界卫生组织建議的国际非专利药品名称，是採用「派卡瑞丁」這個名字的，但到最後世界衛生組織批准使用的名字，卻變成了「埃卡瑞丁」。這種化合物最初是由德國的化工企業拜耳於1998年開發出來的活性成份，並命名為Bayrepel。這種新的驅蟲劑的好處是：相比於DEET對皮膚會產生各種問題，埃卡瑞丁對皮膚的相容性非常好。2004年7月，拜耳集團剥离旗下化學事業群及部分的高分子業務，成立朗盛。2006年4月，朗盛宣布把精细化学业务分拆出來，以独立公司实体Saltigo名义运营。與此同時，原來的Bayrepel由交給Saltigo，並於2008年改名為Saltidin，以糾正大眾認為埃卡瑞丁是一種可以趕走昆蟲的驅蟲劑，而不是透過干擾昆蟲的嗅覺而令牠們離開。

## 參看
- 驅蟲劑
- 待乙妥（避蚊胺）
- 伊默宁（驱蚊酯）

## 外部連結
- Picaridin General Fact Sheet - National Pesticide Information Center （页面存档备份，存于）
- Picaridin Technical Fact Sheet - National Pesticide Information Center
- Choosing and Using Insect Repellents - National Pesticide Information Center （页面存档备份，存于）
- Article from Journal of Drugs and Dermatology （页面存档备份，存于）
- EPA fact sheet（页面存档备份，存于）